# Бонд, Эдвард Август
Эдвард Август Бонд (англ. Edward August Bond; 31 декабря 1813, Ганвэлл — 2 января 1898, Паддингтон, Вестминстер, Большой Лондон, Англия) — английский учёный.

## Биография
Эдвард Август Бонд родился 31 декабря 1813 года в Ганвэлле, близ Лондона. 
С 1838 года служил в Британском музее, с 1878 года состоял его главным библиотекарем. Музей обязан ему своим образцовым устройством, особенно в отделении манускриптов. 
Кроме предметных каталогов и статей в учёных изданиях, Бонд издал: «Статуты Оксфордского университета» (1864, по поручению парламентской комиссии по делам Оксфорда); «Русское государство» Джильс Флетчера (1856); «Путешествие в Россию в XVI ст.» Горсея (1856); «Речи в процессе Уоррена Гастингса» (1859—1861, по поручению правительства); «Chronicon Abbatiae de Melsa» (3 том, для государственного архива). 
В 1870 году он основал вместе с своим сослуживцем Е. М. Томпсоном палеографическое общество, для которого они оба издали многие факсимиле древних манускриптов и надписей. 
Умер в 1898 году.